# Sebastian Pejša
Sebastian Pejša (* 15. listopad 2004, Opava) je český fotbalový obránce, hráč Opavy.

## Klubová kariéra

### SFC Opava
S fotbalem začal ve Slezském FC Opava, kde působí již od roku 2010. Prošel celou juniorskou akademií a začal hrát v B-týmu. Od sezony 2024/2025 začal pravidelně nastupovat i v A-týmu. Debut za áčko si připsal dne 1. března 2024 proti Příbrami, kdy nahrazoval nedostupného Janoščína. První gól v barvách Opavy vstřelil 19. července 2024 při remíze 3:3 s Vlašimí.

### 1. BFK Frýdlant nad Ostravicí (hostování)
Dne 28. července 2023 odešel na půlroční hostování do tehdy třetiligového Frýdlantu n. Ostravicí. Zde si vybudoval místo v základní sestavě a dokázal se jednou střelecky prosadit.

### TJ Unie Hlubina (hostování)
Posílit Hlubinu na hostování odešel v únoru 2025. Byl součástí základní jedenáctky. V duelu se Startem Brno napomohl brankou k vítězství Hlubiny 4:1.

## Osobní život
Otcem tohoto opavského rodáka je bývalý ligový fotbalista a trenér Kladna Jan Pejša.